# الفيلق الجبلي الخامس عشر (الفيرماخت)
الفيلق الجبلي الخامس عشر تشكيلًا عسكريًا ألمانيًا قاد القوات الألمانية التي تقوم بعمليات مضادة للتمرد ضد البارتيزان اليوغوسلافيين في دولة كرواتيا المستقلة خلال الحرب العالمية الثانية.
تم تشكيله في البلقان من أركان القائد الألماني في كرواتيا ( (بالألمانية: Militärbefehlshabers in Kroatien)‏ في 12 أغسطس 1943.  كان تابعة لجيش بانزر الثاني.
- من تشكيله حتى 1 نوفمبر 1943 كان بقيادة الفيلق الجنرال دير إنفانتري (اللفتنانت جنرال) رودولف لوترز.
- بين 1 نوفمبر 1943 ويوليو 1944 كان بقيادة الجنرال دير إنفانتير إرنست فون ليسر.
- تم استبداله في أغسطس 1944 من قبل الجنرال دير بانزرتروب (اللفتنانت جنرال) جوستاف فن الذي قاد الفيلق لبقية الحرب.

في مايو 1944، كان الفيلق مسؤولاً عن سير عملية Rösselsprung التي كانت تهدف إلى قتل الزعيم البارتزيان جوزيب بروز تيتو. تم تدمير الفيلق بشكل فعال في عملية ليكا - بريموريه. استسلم بقايا الفيلق إلى البارتزيان في 8 مايو 1945، وقتل منه والعديد من رجال الفيلق المتبقين من قبل السلطات اليوغوسلافية.

## قائمة المراجع
- Bishop، Chris (2008). German Infantry in World War II. London: Amber Books. ISBN:0-760331-87-1. مؤرشف من الأصل في 2020-04-07.  Bishop، Chris (2008). German Infantry in World War II. London: Amber Books. ISBN:0-760331-87-1. مؤرشف من الأصل في 2020-04-07.  Bishop، Chris (2008). German Infantry in World War II. London: Amber Books. ISBN:0-760331-87-1. مؤرشف من الأصل في 2020-04-07.
- Mitcham، Samuel W. (2007). The German Defeat in the East: 1944-45. Mechanicsburg: Stackpole Books. ISBN:0-811733-71-8. مؤرشف من الأصل في 2020-04-07.  Mitcham، Samuel W. (2007). The German Defeat in the East: 1944-45. Mechanicsburg: Stackpole Books. ISBN:0-811733-71-8. مؤرشف من الأصل في 2020-04-07.  Mitcham، Samuel W. (2007). The German Defeat in the East: 1944-45. Mechanicsburg: Stackpole Books. ISBN:0-811733-71-8. مؤرشف من الأصل في 2020-04-07.
- Mitcham، Samuel W. (2007b). German Order of Battle, Volume 3: Panzer, Panzer Grenadier, and Waffen SS Divisions in WWII. Mechanicsburg: Stackpole Books. ISBN:0-811734-38-2. مؤرشف من الأصل في 2020-04-07.  Mitcham، Samuel W. (2007b). German Order of Battle, Volume 3: Panzer, Panzer Grenadier, and Waffen SS Divisions in WWII. Mechanicsburg: Stackpole Books. ISBN:0-811734-38-2. مؤرشف من الأصل في 2020-04-07.  Mitcham، Samuel W. (2007b). German Order of Battle, Volume 3: Panzer, Panzer Grenadier, and Waffen SS Divisions in WWII. Mechanicsburg: Stackpole Books. ISBN:0-811734-38-2. مؤرشف من الأصل في 2020-04-07.

## مستندات
- الأرشيف الوطني لواشنطن وثائق:
  - T314 ، لفة 558 XV. Gebirgs Armeekorps 1943/1944.
  - T314 ، لفة 559 XV. Gebirgs Armeekorps 1943/1944.
  - T314 ، لفة 560 XV. Gebirgs Armeekorps 1943/1944.
  - T314 ، لفة 561 XV. Gebirgs Armeekorps 1943/1944.
  - T314، Roll 562 XV. Gebirgs Armeekorps 1943/1944.
  - T314، Roll 563 XV. جبرغز أرميكوربس 1944.
  - T314، Roll 564 Gebirgs Armeekorps 1944.
  - T314 ، لفة 565 XV. جبرغز أرميكوربس 1944.
  - T314، Roll 566 XV. Gebirgs Armeekorps 1942/1944.